# Maria Chapdelaine (mini-série)
Pour les articles homonymes, voir Maria Chapdelaine (homonymie).
Maria Chapdelaine est une mini-série en co-production Québec et France en quatre parties de 55 minutes diffusée du 9 au 30 janvier 1985 à la Télévision de Radio-Canada et en France sur TF1. Elle fait suite au film homonyme de Gilles Carle sorti en 1983 et basée sur le roman Maria Chapdelaine du Français Louis Hémon.

## Distribution
- Carole Laure : Maria Chapdelaine
- Nick Mancuso : François Paradis
- Donald Lautrec : Lorenzo Surprenant
- Amulette Garneau : Laura Chapdelaine
- Yoland Guérard : Samuel Chapdelaine
- Gilbert Sicotte : Da'Bé Chapdelaine
- Guy Thauvette : Esdras Chapdelaine
- Paul Berval : Ephrem Surprenant
- Pierre Curzi : Eutrope Gagnon
- Raoul Duguay : Napoléon Laliberté
- Guy Godin : Minoune
- Michel Langevin : Pierre Caumartin
- Jean-Pierre Masson : Tit-Sèbe
- Patrick Messe : Canayen Corneau
- Cédric Noël : Edmond Caumartin
- Marie Tifo : Marie-Ange
- Gilles Valiquette : Johnny Niquette
- Angèle Arsenault : Mélodie
- Dominique Briand : Leroy
- Rolland Bédard : Bedeau
- Gilbert Comtois : Edwidge Légaré
- Rock Demers : Homme au cheval
- Claude Evrard : Caumartin
- Renée Girard : Tante Bouchard
- José Ledoux : Oncle Bouchard
- Claude Prégent : Noé Lalancette
- Jean Ricard : Notaire
- Claude Rich : Curé Cordelier
- Michel Rivard : Médecin
- Josée-Anne Fortin : Alma-Rose Chapdelaine
- Louis-Philippe Milot : Télesphore Chapdelaine
- Stéphane Quéry : Tit-Be Chapdelaine
- Denis Blais : Chaud-Boy
- Georges Levtchouk : Cavalier de la caravane
- Gilbert Moore : Homme de l'abattoir
- Yvon Sarrazin : Commis du magasin général
- Jacques Thisdale : Notaire
- Rod Tremblay : Capitaine

## Fiche technique
- Scénarisation : Gilles Carle, Guy Fournier et Louis Hémon
- Réalisation : Gilles Carle
- Société de production : Société Radio-Canada, Films Astral, TF1